# Cultura Gumelniţa–Karanovo
La cultura Gumelnita va succeir la cultura de Boian. Es va estendre des de la plana danubiana a Romania a la Bulgària oriental fins als Balcans, i amb diverses fases de desenvolupament. Les seves estacions arqueològiques tenen l'aspecte de tell, format per una superposició d'assentaments successius.
La cultura Gumelnita dura fins a l'inici del segon mil·lenni aC. És contemporània, almenys en part, la cultura transsilvànica de Petreşti.
L'excedent productiu atreia expedicions de saqueig, com mostra el gran nombre d'armes de sílex que caracteritza tot el complex cultural.

## Característiques
Estan documentades la ramaderia i l'agricultura, encara que la caça i la pesca havien de tenir gran importància, ja que s'ha trobat un gran nombre d'arpons d'os i banya.
Aquesta cultura té poblats de tipus tell, amb habitatges rectangulars de tova i tàpia, ocupats per gent agricultora i ramadera. Les teulades de les cases són de doble vessant i les finestres rodones. Coneixem aquestes dades per les miniatures de les cases trobades en les excavacions. Els poblats s'organitzen ortogonalment, i n'és un bon exemple Potianitsa, poblat fortificat amb tres línies d'estacada paral·leles, planta rectangular de 45×30 metres amb una entrada per cada costat. La planta és rectangular i amb 2 o 3 habitacions. Perdura durant tot el Calcolític, amb vuit fases de construcció.
Les ceràmiques i ídols recorden els de Vinca, però la terrisseria s'individualitza pel seu acabat peculiar, amb superfícies llustroses aconseguides amb l'aplicació de grafit i la cocció a temperatures molt elevades. Cal esmentar-ne el vas pintat.
La metal·lúrgia està plenament consolidada. Hi ha destrals escarpra planes, hams de filferro, agulles amb cap de doble espiral i amb destrals pic de perforació transversal, per emmanegar, de tipus Vidra. Els adorns d'or es consideren fins a cert punt definidors de la cultura de Gumelnita.
Si a  Vinča es parlava de les mines de Rudna Glâva, ara cal esmentar les mines búlgares d'Ai Bunar, que van haver de ser font de la major part del mineral utilitzat en el Calcolític de la regió. Les tasques d'explotació consisteixen en trinxeres a cel obert, i se n'han documentat fins a onze, que arriben a mesurar en superfície fins a 110 metres de llarg i 10 d'ample, i aconsegueixen profunditats de fins a 20 metres.
El foc, encara que no està constatat, no es descarta. A Ai Bunar, van haver extreure'n al llarg de l'edat del coure, milers de tones de mineral, i correria la seva extracció a càrrec dels habitants de set poblats miners que es trobaven en un radi de 15 km al voltant de la mina. En aquests, s'han localitzat alguns estocs de mineral reduïts a pols i jaciments amb destrals martell de coure, maces de pedra, etc. S'estima que del 55 al 60% dels coures que a Bulgària s'associen a la cultura de Gumelnitsa, procedeixen de les mines d'Ai Bunar. Constitueixen també la matèria primera de les riques sèries metàl·liques de la necròpolis de Varna. Aquests coures han estat exportats cap al nord, al llarg de les ribes del mar Negre, fins a les regions del Dnieper i el Don.

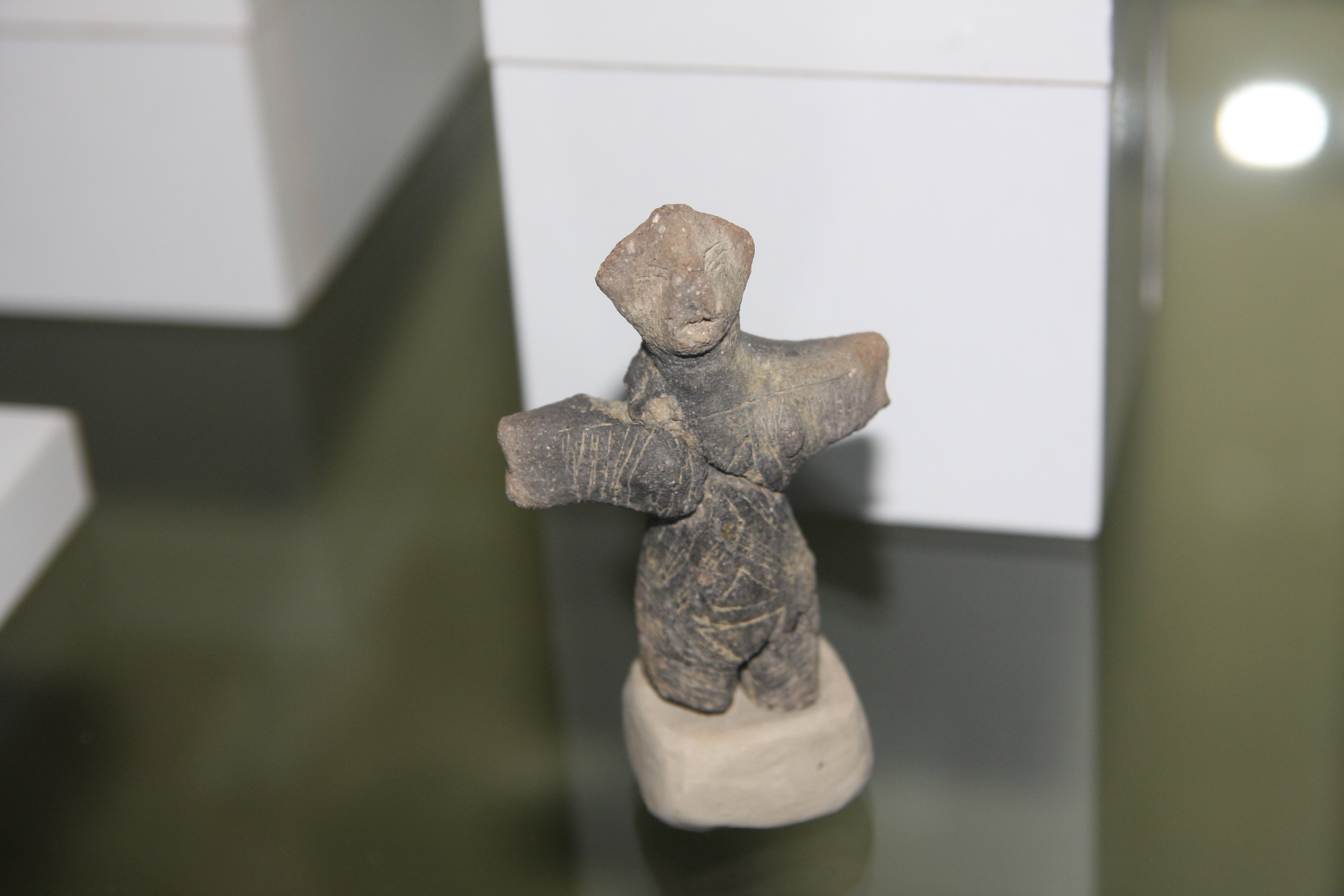
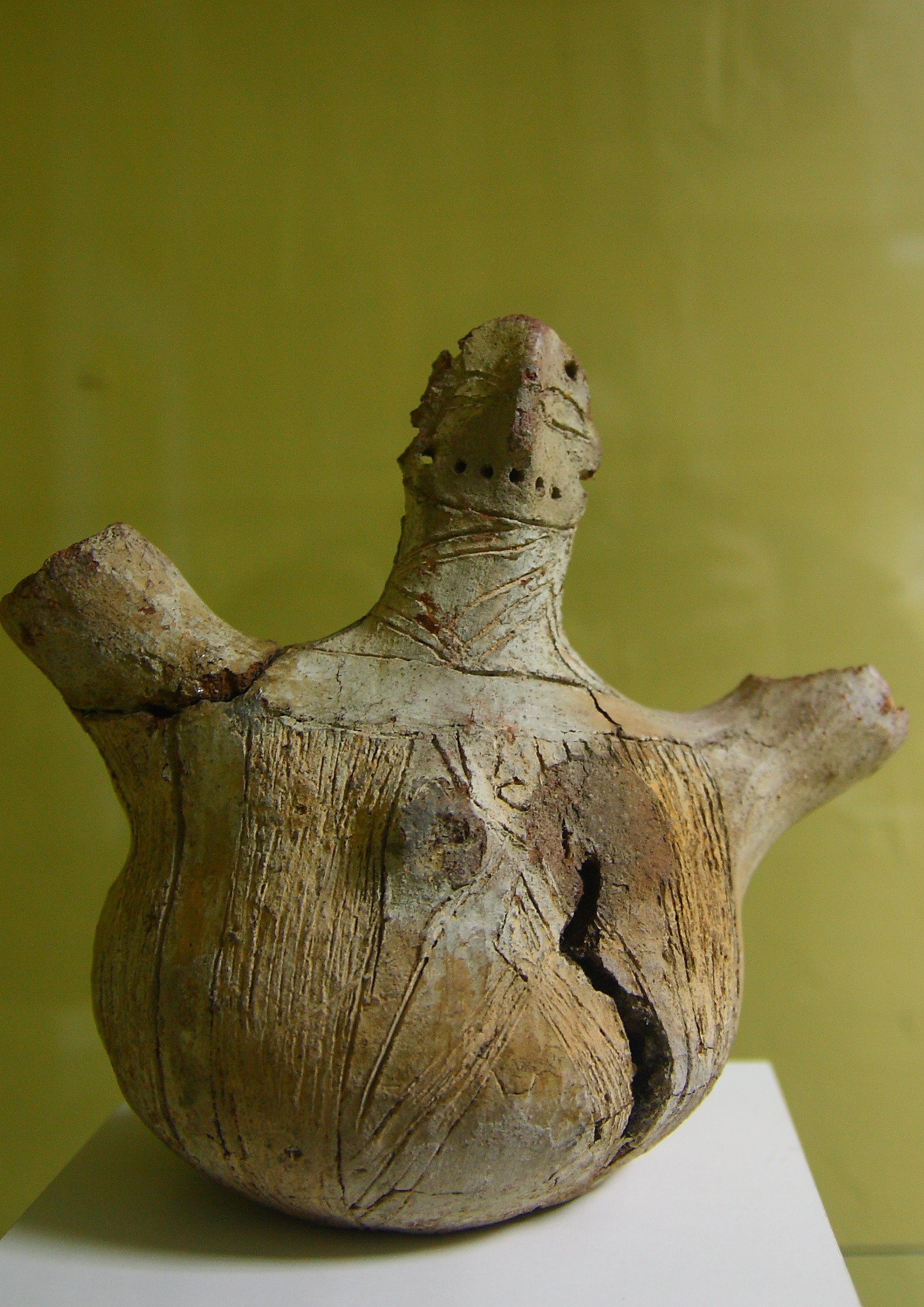
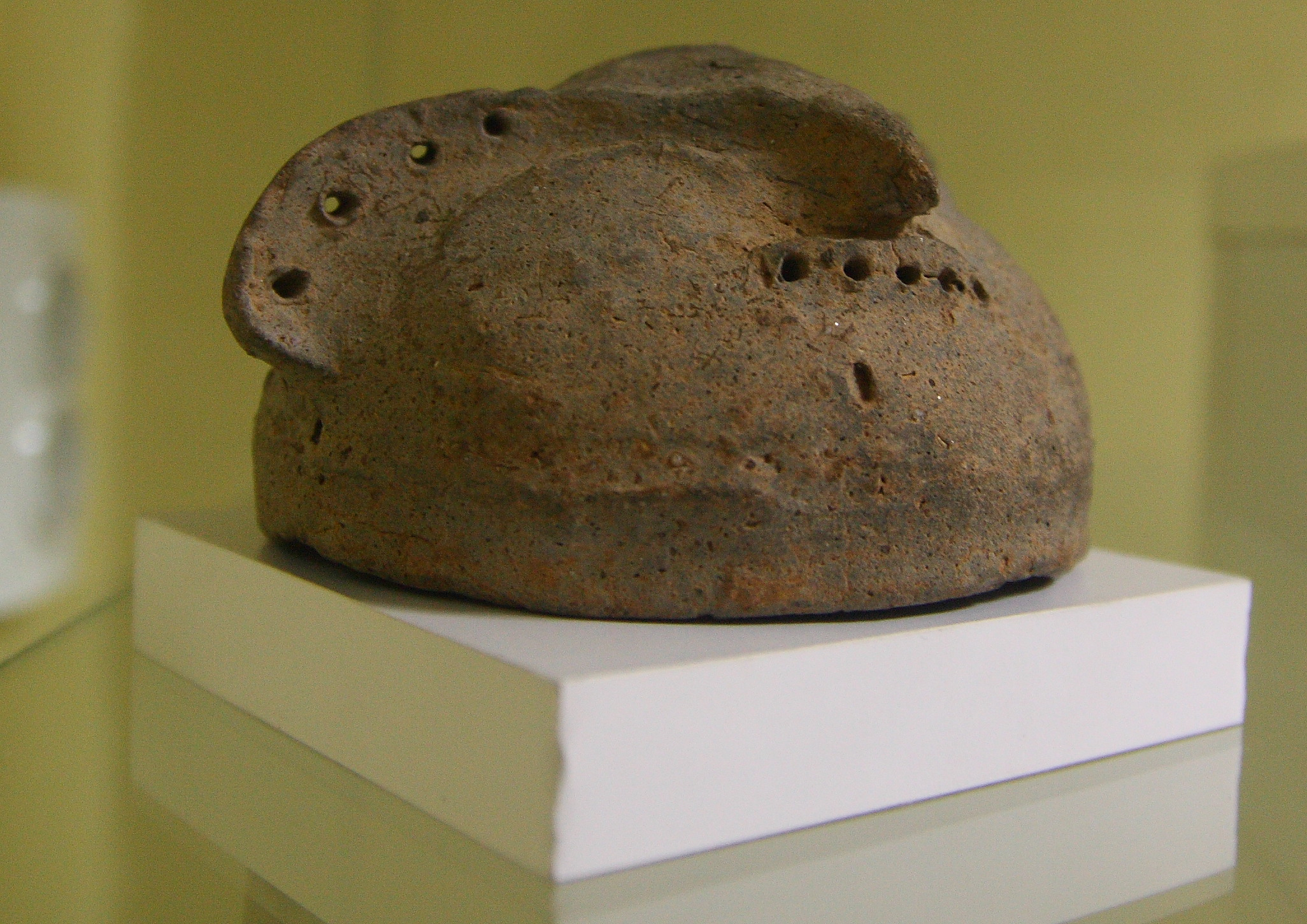
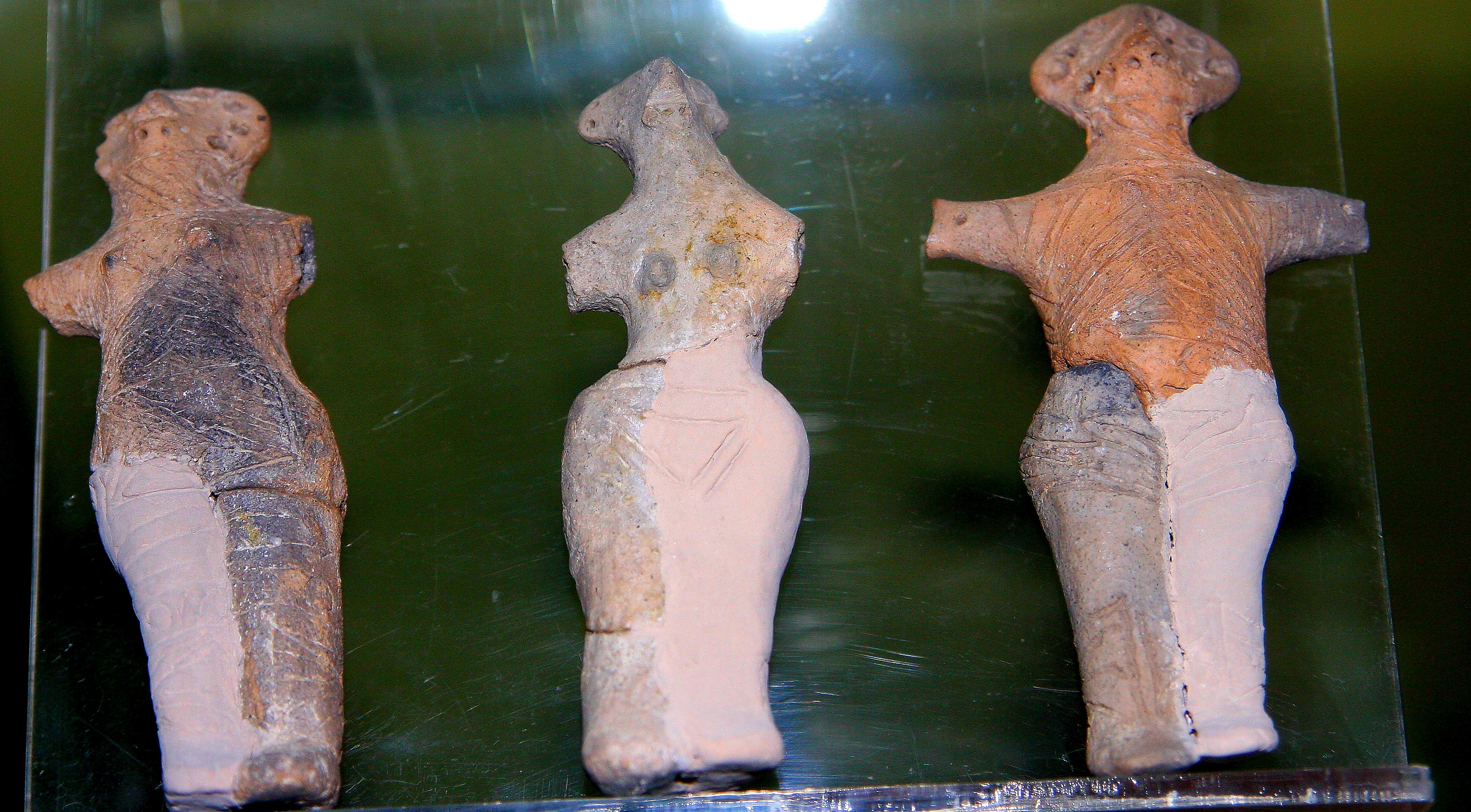
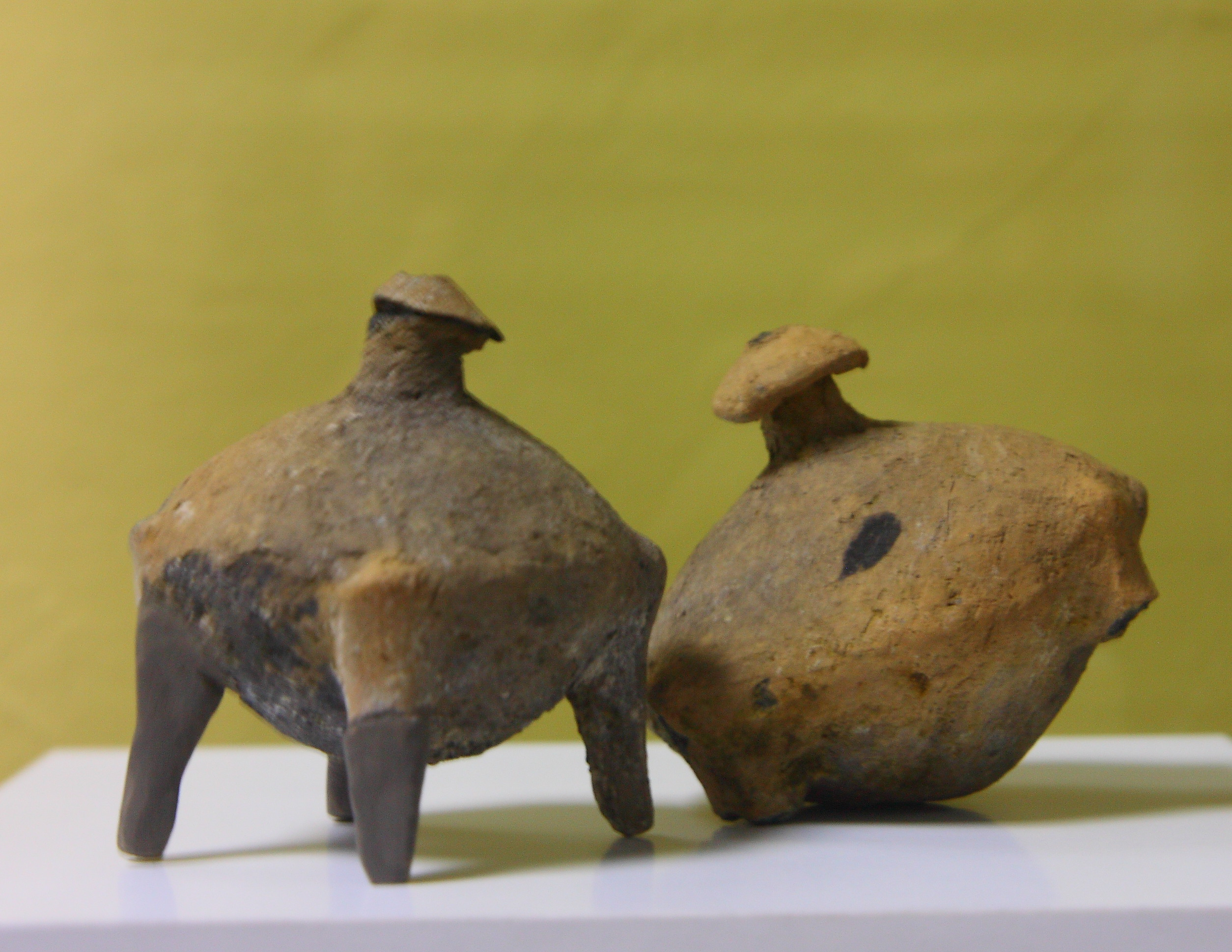
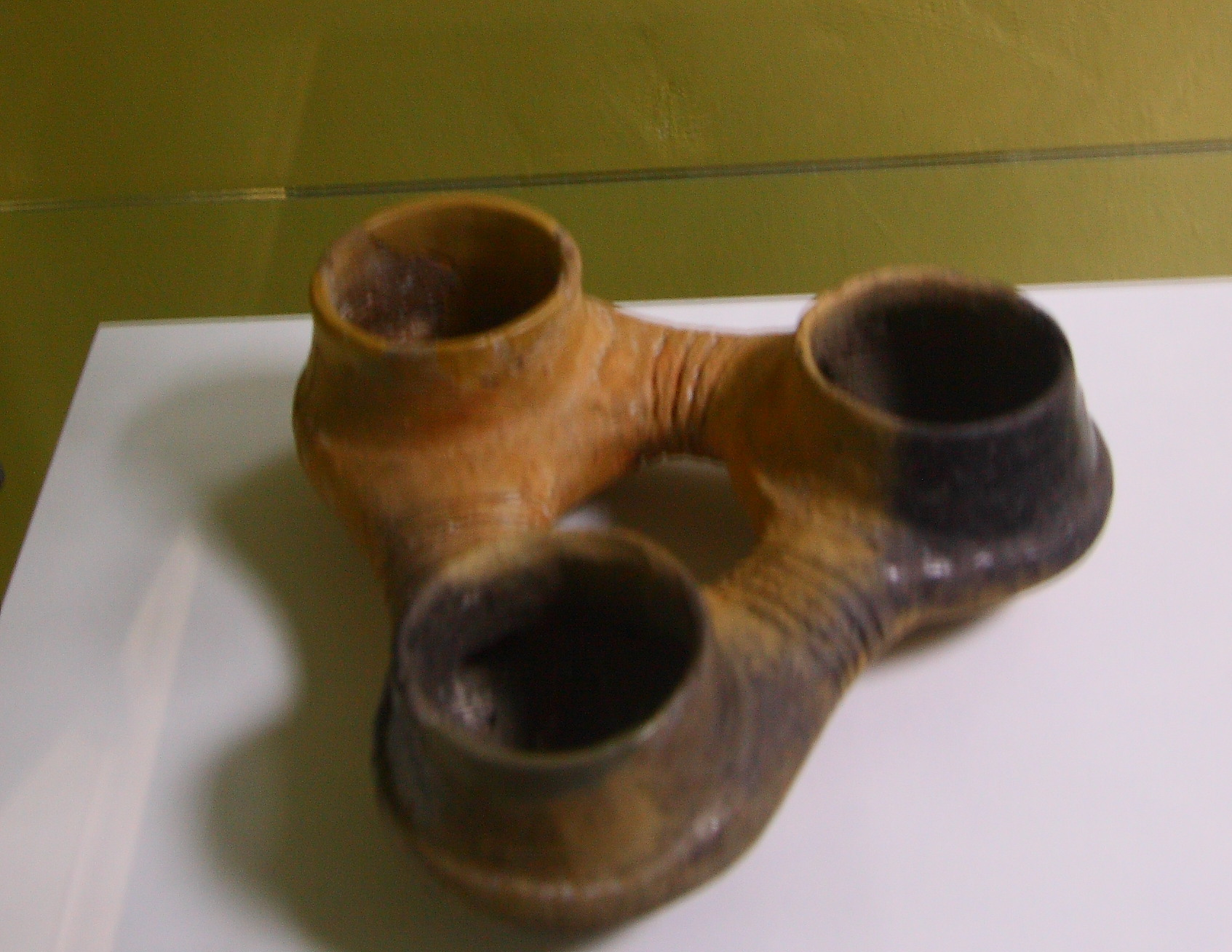
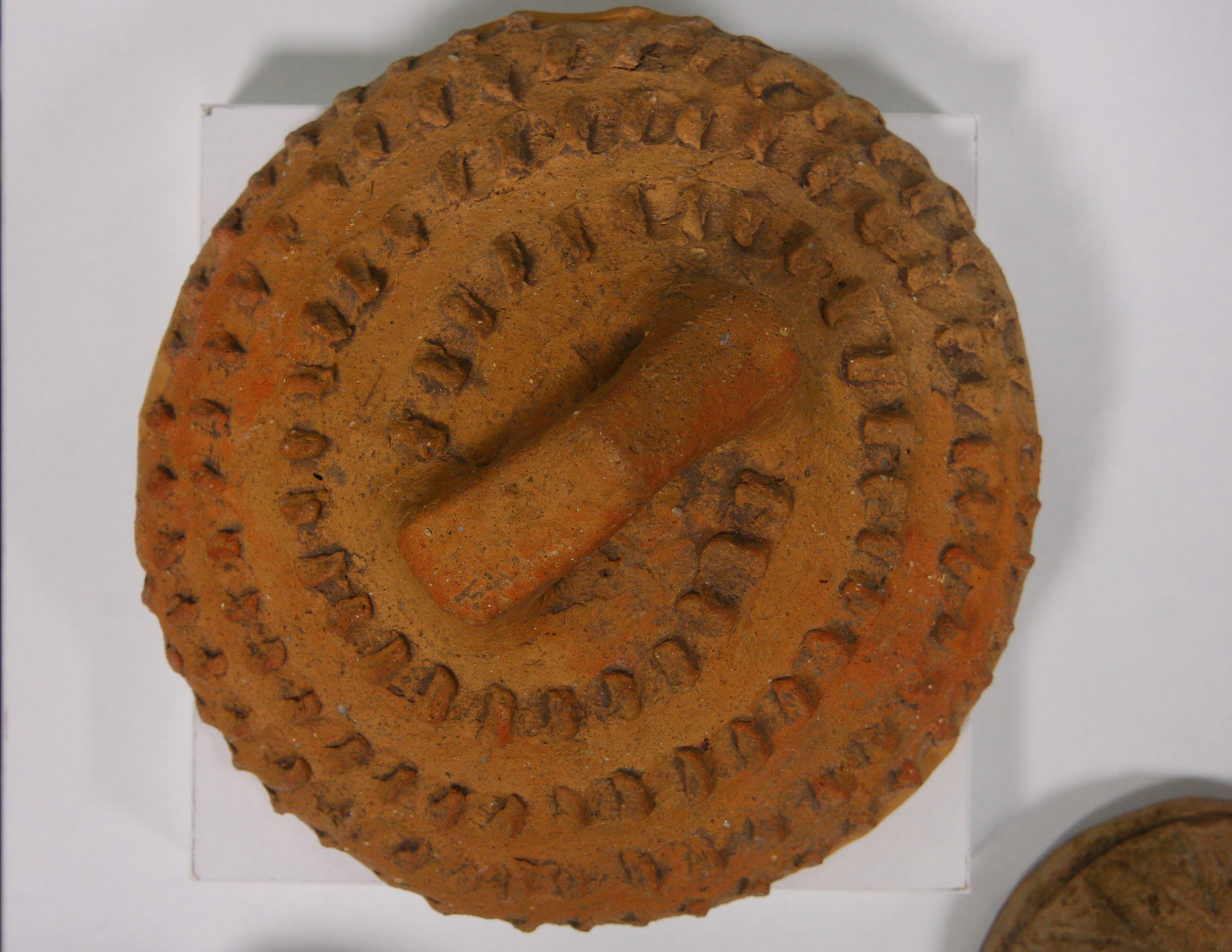
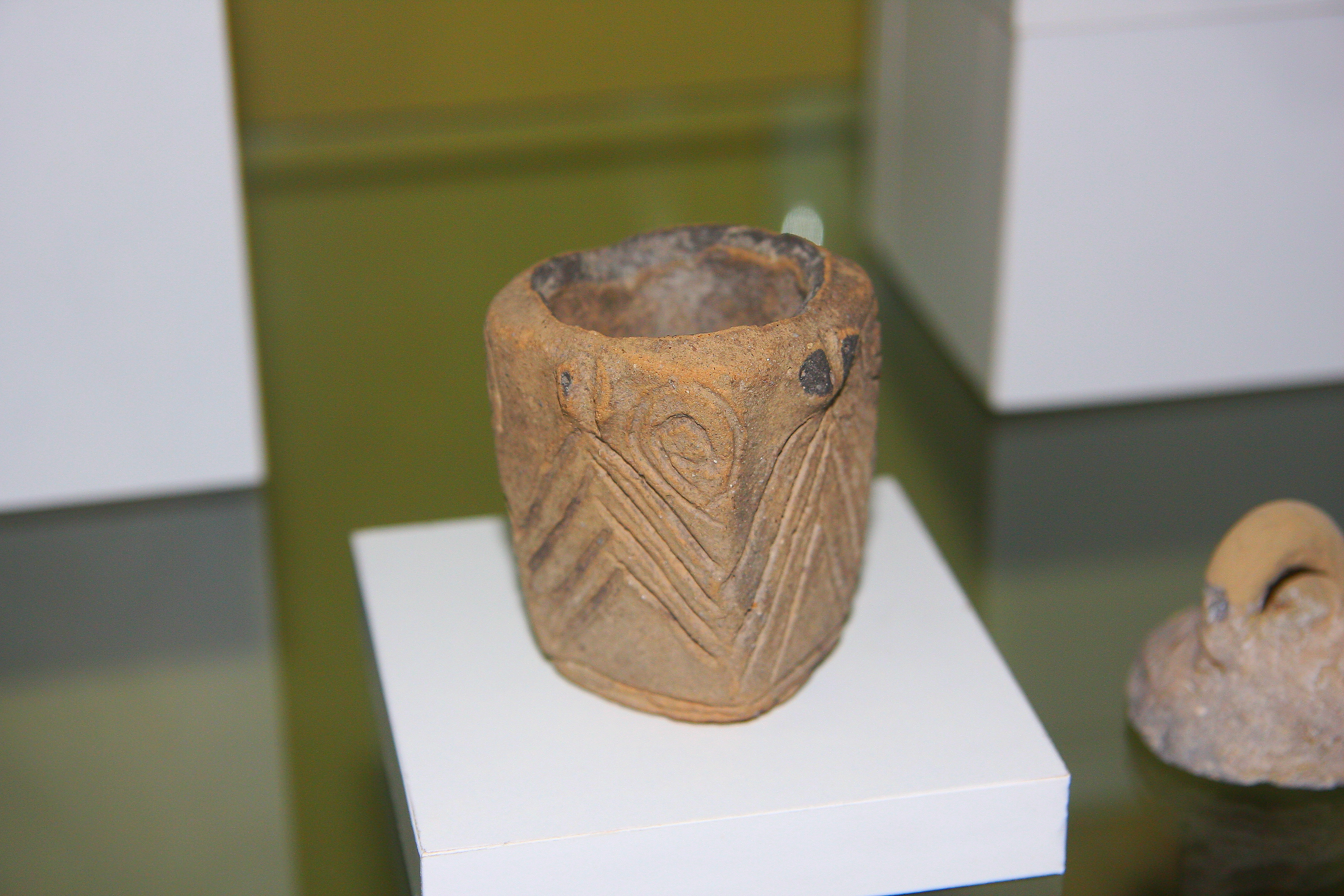
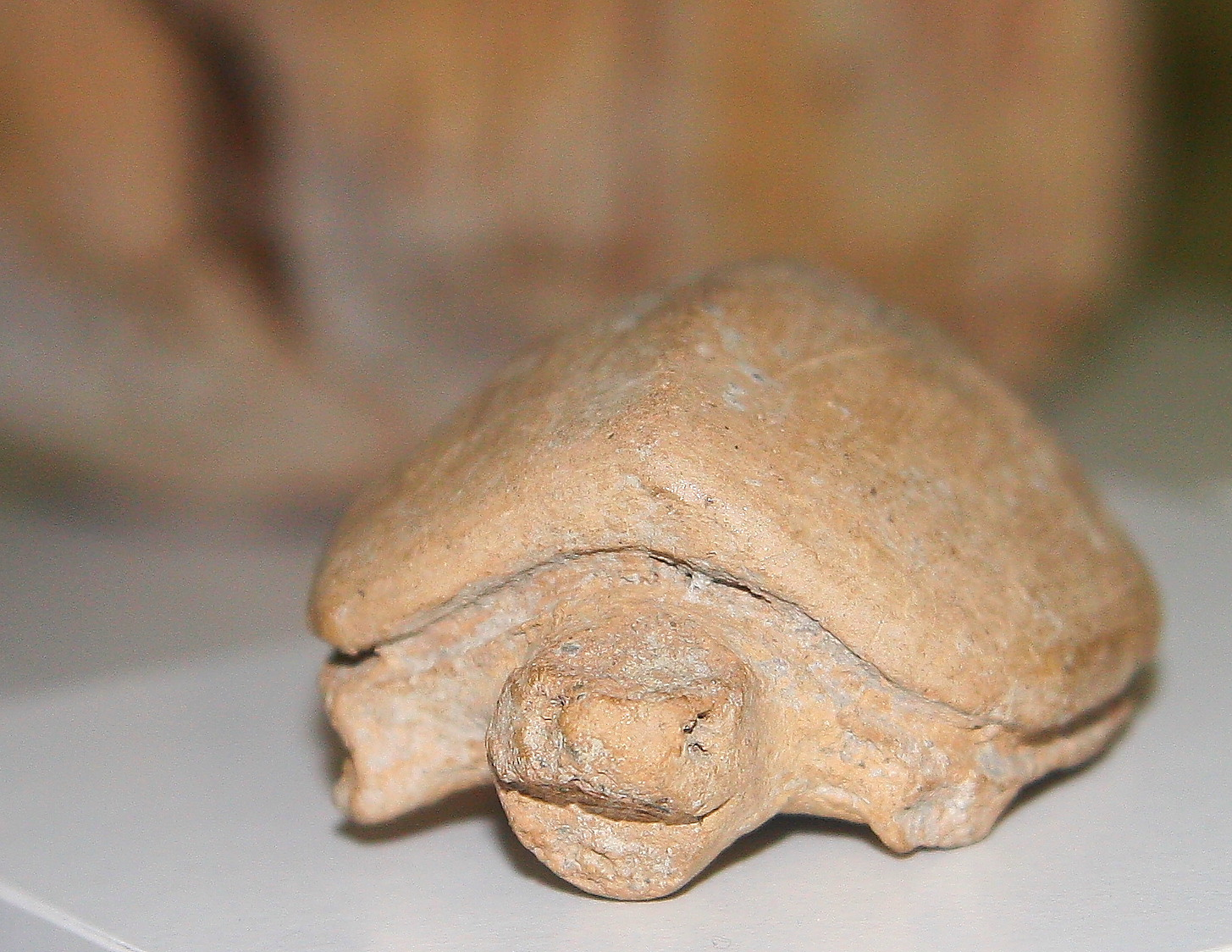
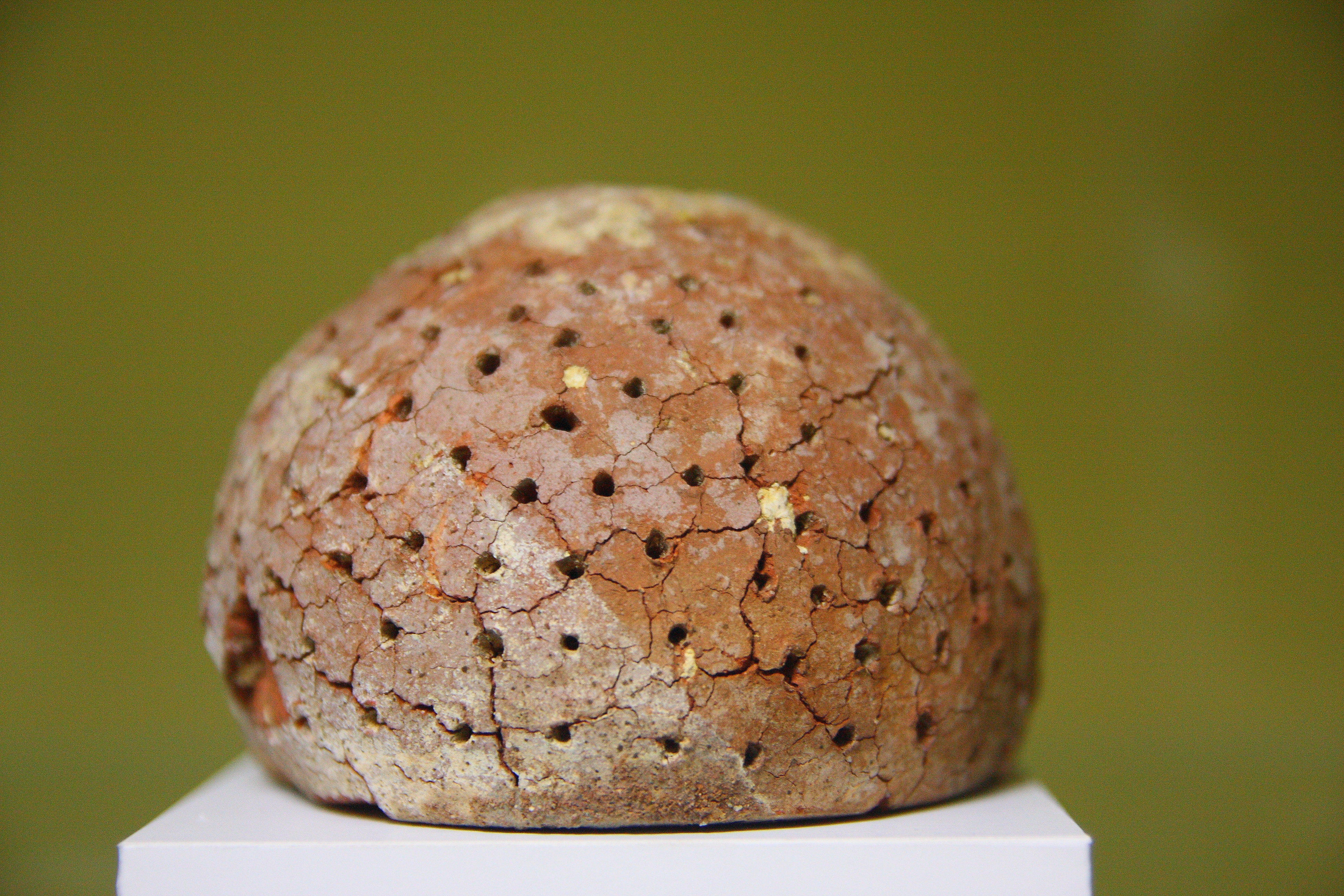